# The Bargain Store (sång)
"The Bargain Store" är en titelsång, skriven av Dolly Parton, för albumet som släpptes 1975. Singeln släpptes i januari det året.  Det blev hennes femte etta på countrylistorna som soloartist, och toppade listan i en vecka, och tillbringade totalt nio veckor på countrylistorna.
Sången handlar om slitna och begagnade varor i en rabattbutik, som används som en metafor för en kvinna som känslomässigt skadats av en olycklig relation. Den togs dock bort från countryradiostationernas spellistorn när programledare misstog orden "you can easily afford the price" ("Du kan lätt ha råd med priset") för prostitution. Trots minskad speltid blev den ändå en stor hitlåt under amerikanska senvintern 1975.

## Listplaceringar
| Lista (1975)                    | Topplacering |
| ------------------------------- | ------------ |
| Amerikanska countrysingellistan | 1            |
| Hot Adult Contemporary Tracks   | 35           |
| Kanadensiska countrylistan      | 3            |

### Fotnoter
1. ↑  Whitburn, Joel (2004). The Billboard Book Of Top 40 Country Hits: 1944-2006, Second edition. Record Research. sid. 261